# Homogenic
Homogenic é o terceiro álbum de estúdio da cantora islandesa Björk. Lançado em setembro de 1997 Björk traz algumas inovações em seu estilo não usando só a música eletrônica e o pop, mas explorando mais elementos como rock alternativo, trip hop, e a corda clássica.
Além de estar composto pelas referencias musicais e a inspiração de Björk, Homogenic como já diz o próprio nome do álbum, as canções seriam "geneticamente similares", mais homogêneas. O álbum diferencia-se entre seus dois últimos, Debut e Post, como um misto de convicção e a evolução de uma nova artista, de uma nova postura musical.
A capa de Homogenic se baseia em uma Gueixa Japonesa com uma mulher-girafa, mostrando a refletir sobre o simbolismo que o álbum traz. A capa foi desenhada por Alexander McQueen. Björk abordou McQueen explicando-lhe que a pessoa que escreveu o álbum era alguém que "tinha que se tornar uma guerreira. Uma guerreira que lutava não com armas, mas com amor. Eu tinha 10 quilos de cabelo na minha cabeça, lentes de contato especiais e unhas que me impediam de comer meus dedos, e fita adesiva em torno da minha cintura e tamancos altos, então eu não conseguia andar facilmente".
Homogenic foi certificado em Ouro nos Estados Unidos, com vendas de mais de 500.000 cópias, tornando o álbum mais vendido de Bjork nesse país. O álbum é considerado o mais comercial feito por ela, conhecida pela mistura de estilos que faz em suas músicas.
Homogenic foi altamente aclamado em seu lançamento e continua a ser elogiado pela crítica. Sal Cinquemani da Slant Magazine afirma que "se Homogenic não for o melhor álbum eletrônico de todos os tempos, é certamente o melhor desta década".
O álbum foi relançado em 2006, no formato DualDisc no Box (____surrounded): incluindo novos mixes e videos em Dolby Digital e DTS 96/24 5.1 surround sound.

## Produção

### Sessões de Maida Vale
Após uma extensa turnê em 1996, Björk voltou a sua casa em Maida Vale com uma necessidade urgente de compor novas músicas como uma forma de terapia. Ela permitia que o engenheiro de som Markus Dravs entrasse em seu estúdio caseiro para começar a criar novas músicas. Ela queria criar um álbum com "um som simples" e "um só gosto". O álbum começou com o título provisório Homogeneous, mas Björk mudou para Homogenic pouco depois.
As sessões com Dravs e Björk eram casuais, pois Björk dava liberdade a Dravs com a criação do álbum. Uma das primeiras músicas criadas nessas sessões foi "5 Years". O progresso de criação de Homogenic foi interrompido nessas sessões devido à sensação de mídia causada pelo suicídio do stalker de Björk, Ricardo López. Para lidar com o estresse de estar em casa durante esse incidente, Björk se imaginou como protagonista de uma novela espanhola. A imagem da personagem inspirou uma música intitulada "So Broken", que foi incluída na edição japonesa do álbum.

### Sessões de Málaga
Para gravar em privacidade longe do repentino interesse da mídia, o baterista de turnê de Björk, Trevor Morais, ofereceu seu estúdio na Espanha. Björk então foi à Málaga e se encontrou com o guitarrista de flamenco Raimundo Amador. Björk tinha originalmente a intenção de permanecer em Málaga apenas por pouco tempo, mas depois decidiu gravar todo Homogenic lá.
Na época de Natal, Björk volto para Islândia para comemorar com a família. Lá, compôs novas músicas para o álbum, incluindo "Jóga".
Os arranjos de cordas foram adicionados no final do processo de gravação. Björk convidou seu amigo Eumir Deodato para conduzir, transcrever e compor peças originais para as poucas músicas que ela mesma não arranjou. Para manter o tema islandês do álbum, Björk contratou os serviços do Icelandic String Octet.

## Faixas
1. "Hunter" – 4:15
2. "Jóga" (Björk/Sjón) – 5:05
3. "Unravel" (Björk/Guy Sigsworth) – 3:17
4. "Bachelorette" (Björk/Sjón) – 5:16
5. "All Neon Like" – 5:53
6. "5 Years" – 4:29
7. "Immature" – 3:06
8. "Alarm Call" – 4:19
9. "Pluto" (Björk/Mark Bell) – 3:19
10. "All Is Full of Love" – 4:32 [Versão do álbum]

### Edição Japonesa (Faixas Bônus)
1. "Jóga" [Howie B. Main Mix] – 5:00
2. "Sod Off" – 2:54
3. "Immature" [Björk's version] – 2:48
4. "So Broken" – 5:59
5. "Nature Is Ancient" – 3:39
6. "Jóga" [Alec Empire Remix] – 8:44

## Paradas
| Parada (1997)                  | Posições |
| ------------------------------ | -------- |
| Canadá - Canadian Albums Chart | 20       |
| França                         | 2        |
| Reino Unido - UK Albums Chart  | 4        |
| Estados Unidos - Billboard 200 | 28       |